# Anilin
Anilin (bắt nguồn từ từ tiếng Pháp aniline /anilin/), còn được viết là a-ni-lin, cũng còn được gọi là phenyl amin hay amino benzen là hợp chất hữu cơ thuộc dãy đồng đẳng amin với công thức phân tử C6H7N. Nó là một trong những amin thơm đơn giản nhất và quan trọng nhất. Ứng dụng chủ yếu của nó là để sản xuất PU (poly ure). Giống như các amin thơm khác, nó có mùi khó chịu của cá ươn. Anilin ít tan trong nước (trừ khi đun sôi), khi dây vào da sẽ gây bỏng rát. Cồn, xăng, dầu ăn dễ dàng hòa tan anilin do đó để xử lý các anilin bị đổ, người ta dùng cồn hoặc xăng. Anilin cũng là một chất độc có mùi xốc. Nó cháy dễ dàng tạo ra khói.

## Cấu trúc
Bao gồm một nhóm phenyl liên kết với một nhóm amin. 
Anilin là một phân tử hơi hình tháp, với sự lai tạp của nitơ ở đâu đó giữa sp 3 và sp 2 . Kết quả là, cặp nitơ đơn độc nằm trong một orbital lai hóa sp x với đặc tính p cao. Nhóm amino trong anilin phẳng hơn (ví dụ, nó có dạng "hình tháp nông hơn") so với nhóm amino trong amin béo, do sự liên hợp của cặp đơn với nhóm thế aryl . Hình học quan sát được phản ánh một thỏa hiệp giữa hai yếu tố cạnh tranh: 1) ổn định của cặp e N trong một quỹ đạo với nhân vật quan trọng của thiên pyramidalization (quỹ đạo với s nhân vật thấp về năng lượng), trong khi 2) delocalization của N cặp đơn lẻ vào vòng aryl tạo ra sự thuần nhất (một cặp đơn lẻ trong một quỹ đạo p thuần túy tạo ra sự xen phủ tốt nhất với các obitan của hệ thống vòng π của benzen). [7]
Phù hợp với các yếu tố này, các anilin được thay thế bằng các nhóm cho điện tử có hình chóp hơn, trong khi các anilin có nhóm rút điện tử sẽ phẳng hơn. Ở anilin mẹ, cặp đơn lẻ có ký tự xấp xỉ 12% s, tương ứng với phép lai sp 7.3 . [7] (Để so sánh, các ankylamin thường có các cặp đơn lẻ trong các orbital gần với sp 3. )
Góc hình chóp giữa liên kết C – N và phân giác của góc H – N – H là 142,5 °. [8] (Để so sánh, trong metylamin hình tháp mạnh hơn, giá trị này là ~ 125 °, trong khi nitơ phẳng như của formamit có góc 180 °.) Khoảng cách C – N cũng ngắn hơn tương ứng. Trong anilin, độ dài liên kết C – N là 1,41 Å, [9] so với 1,47 Å đối với xyclohexylamin, [10] cho thấy liên kết π một phần giữa N và C. [11]

## Điều chế
Đầu tiên, benzen được nitrat hoá bởi hỗn hợp đậm đặc axit nitric và axit sunfuric ở 50-60 °C, tạo ra nitrobenzen: 
{\displaystyle {\ce {C6H6 + HNO3 -> C6H5NO2 + H2O}}}
Đây là một trong những quy trình sản xuất nguy hiểm nhất do phản ứng toả nhiệt mạnh, có thể gây nổ. 
Tiếp theo, nitrobenzen được chuyển hoá thành anilin:
{\displaystyle {\ce {C6H5NO2 + 3H2 -> C6H5NH2 + H2O}}}
Các chất xúc tác chính được sử dụng là các kim loại nhóm 10 như nickel, palladium và platin.
Ngoài ra, anilin có thể được điều chế theo cách khác từ amoniac và phenol có nguồn gốc từ cumene .

## Tính chất

### Oxi hoá
Anilin oxi hoá chậm trong không khí, tạo những vết màu nâu đen.

### Tínhbase
Anilin là một base yếu. Những amin thơm như anilin có tính base yếu hơn amoniac. Anilin rất ít tan trong nước nhưng nước đun sôi có thể hòa tan được anilin. Dung dịch của nó không làm đổi màu quỳ tím.

### Tính chất của vòngbenzen
Do phân tử có nhóm -NH2 nên mật độ electron của vòng benzen cao hơn so với benzen. Do đó, khi thực hiện phản ứng thế thì 2 vị trí ortho và para(so với nhóm -NH2) sẽ được ưu tiên thế và phản ứng diễn ra khá dễ dàng.

### Tính chất của nhómamin
Anilin phản ứng với acid nitrogen ở nhiệt độ thấp (0-5 độ C) sinh ra các hợp chất diazoni
C6H5NH2 + HONO -> C6H5N2+Cl-  + 2H2O
Các hợp chất diazoni lại là tiền chất sản xuất thuốc nhuộm azo. Do đó, một lượng lớn anilin được sản xuất để là nguyên liệu sản xuất các loại thuốc nhuộm khác.
Anilin cũng có khả năng phản ứng với các alcohol. Đây được gọi là phản ứng Friedel- Craft. 
C6H5NH2 + 2CH3OH → C6H5N(CH3)2 + 2H2O
C6H5NH2 + CH3OH → C6H5NHCH3+ H2O
Anilin cũng có thể phản ứng trực tiếp với các dẫn xuất halogen, cũng thu được các hợp chất amin bậc hai hoặc bậc ba. Sau đó, NaOH/KOH sẽ được sử dụng để tách acid halogenic ra khỏi hỗn hợp. 

## Ứng dụng
Phần lớn anilin được dùng để sản xuất metylendianilin. Ngoài ra, chúng còn được dùng để sản xuất thuốc nhuộm, chế biến cao su, sản xuất polime, thuốc chữa bệnh....
Một lượng lớn anilin được dùng để sản xuất 4,4′-Methylenedianiline ( MDA ) mà chính nó lại được dùng để sản xuất Auramine O.